# Scopula antiloparia
Scopula antiloparia is een vlinder uit de familie spanners (Geometridae). De wetenschappelijke naam van deze soort is voor het eerst geldig gepubliceerd in 1863 door Wallengren.
De soort komt voor in tropisch Afrika.